# CNN Tonight
O CNN Tonight é um telejornal estadunidense exibido na CNN e na CNN International, apresentado pelo jornalista Don Lemon. Atualmente, o programa é gravado nos estúdios da WarnerMedia no 30 Hudson Yards, em Nova Iorque.